# Лиутгард фон Лайнинген
Лиутгард фон Лайнинген (на немски: Luitgard von Leiningen; * ок. 1150, Алт-Лайнинген, Бавария; † сл. 1239) от род Лайнинген е графиня наследничка на Лайнинген и чрез женитби графиня на Саарбрюкен и Вид. Тя е чрез два сина майка на графовете на Сарбрюкен и на новия род на графовете фон Лайнинген-Харденберг, Фалкенбург и др., днес князе цу Аморбах.

## Произход
Тя е дъщеря и наследничка на граф Емих III фон Лайнинген († 1187) и съпругата му Елизабет/Елиза († 1179). Сестра е на граф Фридрих I († ок. 1212), Херман († 1179), Еберхард († сл. 1179), Алверадис († сл. 1235), омъжена за граф Зигфрид III фон Клееберг († 1196), и Елизабет фон Лайнинген († 1235/1238), омъжена пр. 1169 г. за граф Рупрехт III фон Насау († 1191).

## Фамилия
Първи брак: през 1196 г. с граф Симон II фон Саарбрюкен († сл. 1207) от род Валрамиди, най-възрастният син на граф Симон I фон Саарбрюкен († сл. 1183) и Мехтилд (Матилда) фон Спонхайм (* ок. 1127). Двамата имат децата:
- Симон III († 1235/40), граф на Саарбрюкен, ∞ Лаурета от Лотарингия († сл. 1226), дъщеря на Фридрих II, херцог на Лотарингия
- Фридрих († 1237), граф на Лайнинген, ∞ Агнес фон Еберщайн († 1263), дъщеря на граф Еберхард III фон Еберщайн († 1219)
- Хайнрих († 1234), епископ на Вормс
- Стефан († 1264), ахидякон във Вормс (1263)
- Гизела († сл. 1265), ∞ вилдграф Конрад II фон Даун († сл. 1263)
- Агнес († сл. 1261), ∞ рауграф Хайнрих I фон Нойенбаумбург († 1261)
- ? дъщеря, ∞ за Буркард IV фон Геролдсек-Вазихен (* пр. 1193; † сл. 1238)

Втори брак: ок. 1220 г. с граф Лотар фон Вид († 1224/1235), син на граф Дитрих I фон Вид († ок. 1200). Бракът е бездетен.